# Die Anarchistische Abendunterhaltung

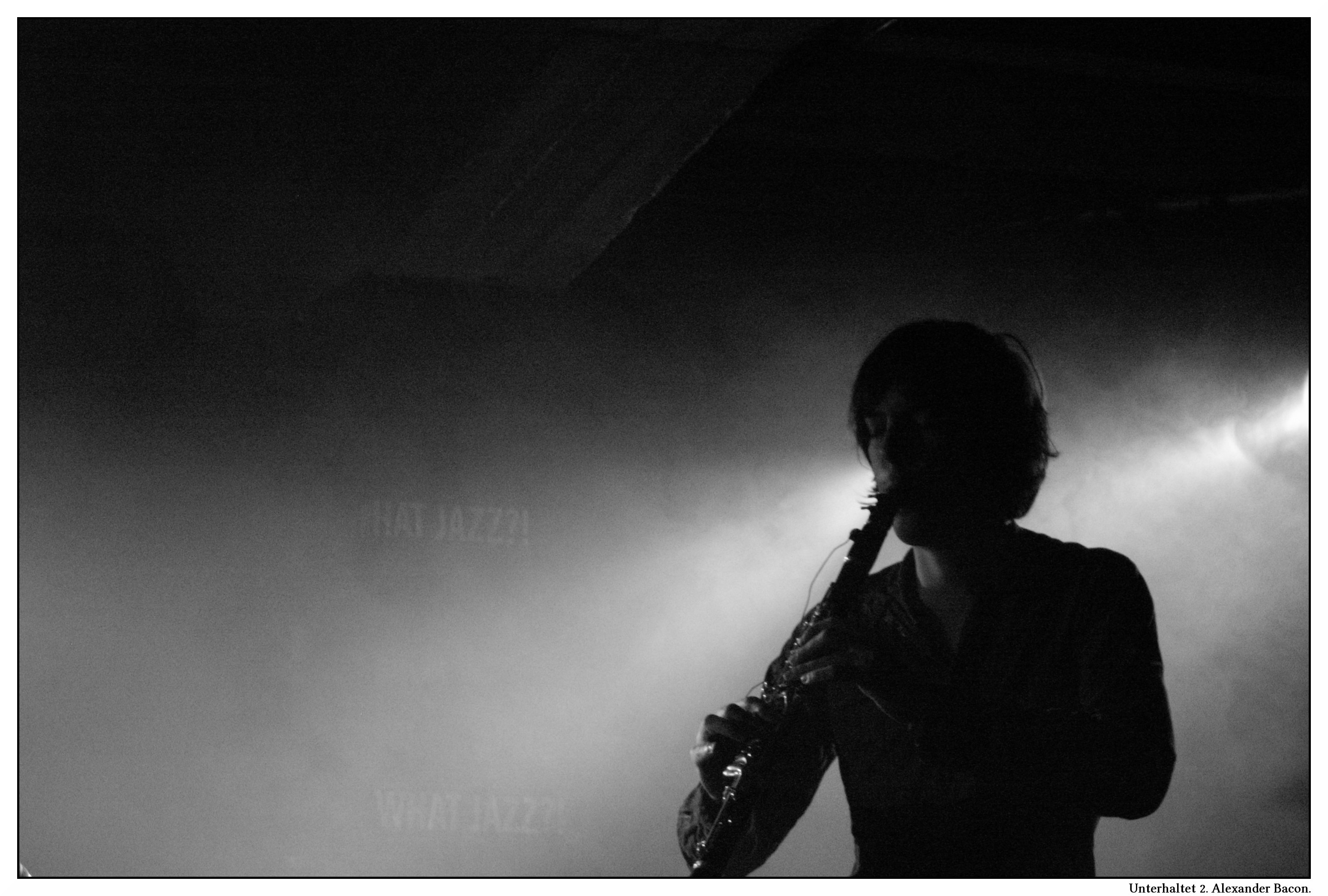
DAAU op What Jazz?! in Hasselt in 2006

DAAU (een afkorting van Die Anarchistische Abendunterhaltung) is een band uit België die een mix van pop, rock , folk en klassieke muziek brengt.

## Biografie
DAAU werd in 1992 opgericht aan het conservatorium van Antwerpen door Han Stubbe, Roel van Camp en de broers Buni en Simon Lenski. De band heette toen nog voluit Die Anarchistische Abendunterhaltung. Die bandnaam is afkomstig uit de roman De steppewolf (1927) van Hermann Hesse. Het eerste werk van de groep was een cover van de dEUS-hit Suds & Soda.
In 1995 komt een titelloos debuut uit met de Drieslagstelsels—lange, dynamische muziekstukken die uitmonden in jam-sessies. Het artwork van het album veroorzaakt wat opschudding vanwege naaktfoto's van enkele bandleden. Wanneer Sony het album later opnieuw uitbrengt wordt het dan ook vergezeld van een nieuw hoesje; echter niet veel smakelijker, want de nieuwe variant bestaat uit close-up foto's van maden.
Sony neemt de Anarchisten in 1997 onder haar hoede, en wil ze als pioniers in de klassieke markt positioneren. Men brengt het debuut opnieuw uit, en eveneens een nieuw album: We Need New Animals, ditmaal voor het eerst onder de naam DAAU. Op dit album staat onder meer het Suds & Soda-zusternummer Gin & Tonic en stukken met gastzangeressen An Pierlé en Angélique Willkie. In tegenstelling tot de intenties van Sony lijkt de band echter vooral aan te slaan bij rockliefhebbers, en DAAU wordt onderdeel van de hausse in de Belgische rock die ontstaan is door bands als Moondog Jr. en dEUS. Daarnaast speelt ze op het Montreux Jazz Festival en opent ze concerten voor onder meer Tortoise, 16 Horsepower en Björk. Sony weet echter niet meer wat ze met de band moet en verschuift haar naar poplabel Columbia.
Vervolgens is er een periode van stilte. De website was nog in eigendom van Sony en deze stond geen updates toe. De muzikanten doen zijprojecten met bevriende bands. Zo speelt Simon Lenski korte tijd in de band van An Pierlé. In 2000 gaat de band echter weer aan de slag en wordt een derde Lenski-broer toegevoegd: pianist Adrian die net een achtjarige opleiding tot componist had afgerond.
In 2001 komt Life Transmission uit; een album waarop de band meer dan ooit gebruikmaakt van elektronica. Ook hier zijn gastmuzikanten te horen, namelijk rapper Ya Kid K (Mary Go Round) wederom Angélique Willkie (Piano Dub). Ook neemt Simon Lenski zelf de microfoon ter hand op het nummer Freeze. Het album slaat aan, de band krijgt airplay en gaat op tour.
Vervolgens wil de band zaken in eigen hand houden en stapt over naar het kleine Radical Duke-label. Drummer Janek Kowalski (die de band al tijdens optredens bij stond) wordt aan de bezetting toegevoegd. In 2002 komt DAAU met Richard of York Gave Battle in Vain. De titel van dit album is een Engelstalig ezelsbruggetje om de kleuren van de regenboog te kunnen onthouden. Vandaar dat het album ook vaak simpelweg Kleuren wordt genoemd. De stukken op het album, simpelweg vernoemd naar deze kleuren, zijn onderdeel van een voorstelling die DAAU samen met dansgroep Kompagnie Thor opvoerde.
In 2004 brengt de band een verzameling rariteiten (Ghost Tracks) uit, om vervolgens met een nieuw album te komen: Tub Gurnard Goodness. Op dit album brengt de band onder meer een cover van Radioheads 2+2=5.

## Bezetting
- Buni Lenski (viool)
- Simon Lenski (cello)
- Han Stubbe (klarinet)
- Roel van Camp (accordeon)
- Hannes d'Hoine (contrabas; sinds 2006)
- Jeroen Stevens (drums; sinds 2015)
- Adrian Lenski (piano; 2000-2003)
- Janek Kowalski (drums; 2001-2002)
- Fré Madou (contrabas; 2004-2006)
- Geert Budts (drums; 2004-2009)

## Discografie
1. 1995, zonder titel
2. 1997, We Need New Animals
3. 1998, Gin & Tonic remixes
4. 2001, Life Transmission
5. 2001, Richard of York Gave Battle in Vain
6. 2004, Ghost Tracks
7. 2004, Tub Gurnard Goodness
8. 2005, Live 2005 (promo-ep)
9. 2006, Domestic Wildlife
10. 2010, The Shepherd's Dream
11. 2013, Eight Definitions
12. 2017, Hineininterpretierung